# Evans B. Morgan
Evans B. Morgan (geb. vor 1951; gest. nach 1953) war ein Politiker aus St. Vincent und die Grenadinen.

## Leben
Er vertrat vom 15. Oktober 1951 bis zum 31. Oktober 1953 den Wahlkreis South Windward im House of Assembly. Er war Mitglied der Eight Army Liberation Party.